# アブド・アッ＝ラフマーン・イブン・アブドゥッラーフ・アル＝ガーフィキー
アブド・アッ＝ラフマーン・イブン・アブドゥッラーフ・アル＝ガーフィキー（?～732年、アラビア語:عبد الرحمن بن عبد اللّه الغافقي）は、アンダルシアのイスラム軍を率いてフランク族と戦ったウマイヤ朝の司令官および総督。732年のトゥール・ポワティエ間の戦いにおいてイスラム軍を率いたことで知られる。カール・マルテルとのこの戦いに敗北したことにより、イスラム勢力の西ヨーロッパへの拡大が阻止された。
アル=ガーフィーキーは730年頃にアル=アンダルシアの総督に任命され。ピレネー山脈を越えてフランク領に数回の軍事作戦を成功させ、ボルドー市の略奪と占領に成功した。市外の戦闘でアキテーヌ公ウードを破り、その後のガロンヌ川の戦いでウードの第二軍を再び破った。ヨーロッパの歴史家たちは「殺された者の数は神のみぞ知る」と記している。彼の軍は現在のフランスの奥地まで進軍し、トゥール市近郊でカール・マルテルの軍と対峙した。アル=ガーフィーキーはこの戦いで戦死し、イスラム軍は撤退した。

## 下積み時代
彼はアラブのティハーマ族に生まれた。ガフィクからイフリーキヤ(現在のチュニジア)に移住し、その後、マグリブに移住した。そこでアル=アンダルスの総督ムーサ・イブン・ヌサイルとその息子アブドゥル・アジズと知り合った。

## トゥールーズの戦い
721年のトゥールーズの戦いでアル=サムフ・イブン・マリクがアキテーヌ公ウードの軍に殺害されたことにより東アンダルスの指揮権を引き継いだ。しかし、アンバサ・イブン・スハイム・アル=カルビが任命されたことにより短期間指揮権を解かれることになる。

## サルダーニャの反乱
カタルーニャ独立を目指してアキテーヌ公ウードと同盟を結んだカタルーニャ副知事ウスマーン・イブン・ナイサを731年に殺害し反乱を鎮圧した。

## ガロンヌ川の戦い
パンプローナにイエメンとレバントから新兵を募り、ピレネー山脈を超えてガリアに入る準備を整えた。その後、彼はアラブ人を主とする軍を率いてピレネー山脈を越えた。アル=ガーフィーキーはガスコーニュとアキテーヌを進軍し、ボルドー市を略奪し占領した。市街での戦いでアキテーヌ公ウードを破り、その後、彼の第二軍を破った。ウードはトゥールーズの戦いにおいては奇襲作戦によって勝利をおさめたが、今回はイスラム軍の騎兵との野戦を強いられ完全に壊滅してしまった。

## トゥール・ポワティエ間の戦い
ウードは生き延びた貴族とともにカール・マルテルのもとへ逃げた。カール・マルテルには歴戦の歩兵がおり、その軍隊をアキテーヌへと強行軍させた。また民兵はもちろんガリア人とゲルマン人からなる約三万人の軍隊を編成した。
彼は山間部を行軍させイスラム軍の騎兵が不利な樹木の生い茂る平原へ軍を展開した。七日間にわたる小競り合いの間にイスラム軍は兵力を集中させていった。フランク軍は一日中防御陣形を維持し、イスラム騎兵隊の度重なる突撃を撃退した。
自分たちの陣地が略奪されていることに気づいたイスラム軍の大部隊は戦闘を中止し、戦利品を救出するために戻った。こうしてアル=ガーフィーキーはフランク歩兵の前に無防備な状態となり、部下を鼓舞しようとして戦闘中に死亡した。
イスラム軍の敗北の理由の一つは、戦利品に気をとられていたこと、もう一つは、さまざまな民族や部族の派閥間の争いで、生き残った将軍たちは、アル=ガーフィーキーの後任となる指揮官を一人決めることができなかった。彼の死後、政治的派閥、人種や民族間の対立、性格の衝突が起こった。ウマイヤ朝全土から集められた軍隊にはさまざまな国籍や民族が混在し、生き残った将軍たちは、翌日には指揮官を決めることができず、口論になった。指揮官を選べなかったことが、依然として危険な軍隊の全面撤退につながったことは間違いない。

## 影響
アラブの歴史家は、アル=ガーフィーキーを公正かつ有能な行政官および指揮官として満場一致で称賛し、他の統治者の下でアル=アンダルスを悩ませた民族および部族の分裂においてどちらの側にも立たなかったことから、アル=アンダルスの最高の統治者という栄誉を授けている。統治者としての彼のかけがえのない存在の証拠は、トゥール・ポワティエ間の戦いでの彼の死後に実証された。彼の指導力と導きがなければ、他の指揮官たちは翌朝、彼らを再び戦いに導く指揮官を決めることさえできなかった。したがって、アル=ガーフィーキーの死がイスラム史と世界史の両方に与えた影響は甚大であった。アラブの歴史家は、アル=ガーフィーキーを公正かつ有能な行政官および指揮官として満場一致で称賛し、他の統治者の下でアル=アンダルスを悩ませた民族および部族の分裂においてどちらの側にも立たなかったことから、アル=アンダルスの最高の統治者という栄誉を授けている。統治者としての彼のかけがえのない存在の証拠は、トゥールの戦いでの彼の死後に実証された。彼の指導力と導きがなければ、他の指揮官たちは翌朝、彼らを再び戦いに導く指揮官を決めることさえできなかった。したがって、アル=ガーフィーキーの死がイスラム史と世界史の両方に与えた影響は甚大であった。